# Latvijska vojna za neodvisnost
Latvijska vojna za neodvisnost (latvijsko Latvijas Neatkarības karš), včasih imenovana bitka za svobodo Latvije (latvijsko Latvijas brīvības cīņas) ali latvijska osvobodilna vojna (latvijsko Latvijas atbrīvošanas karš), je bila vrsta vojaških spopadov v Latviji med 5. decembrom 1918, ko je novo razglašeno Republiko Latvijo napadla Sovjetska Rusija, in podpisom latvijsko-sovjetskega mirovnega sporazuma v Rigi 11. avgusta 1920.
Vojna je imela več faz: sovjetsko ofenzivo, nemško-latvijsko osvoboditev Kurzemeja in Rige, estonsko-latvijsko osvoboditev Vidzemeja, bermontsko ofenzivo in latvijsko-poljsko osvoboditev Latgalije. 
Vojna je vključevala Latvijo, ki so jo podpirale Estonija, Poljska in zahodni zavezniki, zlasti mornarica Združenega kraljestva, na drugi strani pa Rusko SFSR in kratkotrajno Latvijsko socialistično sovjetsko republiko boljševikov. Nemčija in baltsko plemstvo so vojni dodali niz spletk, saj so bili sprva uradno povezani z nacionalističnimi/zavezniškimi silami, vendar so se borili za nemško prevlado nad Latvijo. Po nemškem državnem udaru proti latvijski vladi so se napetosti razplamtele, kar je vodilo v odprto vojno. 
Po prekinitvi ognja so se Nemci zvijačno raztopili v Zahodnoruski prostovoljni vojski, ki jo je vodil general Pavel Bermondt-Avalov. Njegova Zahodnoruska prostovoljna vojska je vključevala Nemce in nekdanje ruske vojne ujetnike, ki so bili nominalno povezani z Belo armado v ruski državljanski vojni, vendar je  tako Bermondt-Avalova kot von der Goltz bolj zanimala odstranitev latvijskih  nacionalistov kot boj proti boljševikom. 
Nekatere epizode latvijske osamosvojitvene vojne so bile tudi del poljsko-sovjetske vojne, zlasti bitka pri Daugavpilsu. 

## Sovjetska ofenziva
18. novembra 1918 je Ljudski svet Latvije razglasil neodvisnost Republike Latvije in ustanovil latvijsko začasno vlado, ki jo je vodil Kārlis Ulmanis. 
1. decembra 1918 je novo razglašeno republiko napadla Sovjetska Rusija. Velik del sovjetske invazijske vojske v Latviji so sestavljali Rdeči latvijski strelci, kar je olajšalo invazijo. Sovjetska ofenziva je naletela na majhen odpor. 
Na severu je bil 7. decembra zavzet Alūksne, 18. decembra Valka in 23. decembra Cēsis, na jugu pa 9. decembra Daugavpils in 17. decembra  Pļaviņas. 
Rigo je Rdeča armada zavzela 3. januarja 1919. Do konca januarja so se latvijska začasna vlada in preostale nemške enote umaknile vse do Liepāje. Ofenziva Sovjetov  vzdolž reke Venta je nato  zastala. 
Latvijska socialistična sovjetska republika je bila  s politično, gospodarsko in vojaško podporo Sovjetske Rusije uradno razglašena 13. januarja 1919. 17. januarja je bila sprejeta ustava  nove republike. 
V tem obdobju   se je 15. januarja dogajala bitka pri Lielauceju, v kateri je latvijski neodvisni bataljon pod poveljstvom Oskarsa Kalpaksa  uspel ustaviti sovjetsko ofenzivo. Bitka je bila ključna za moralo latvijskih vojakov. Nemške sile, na katere se je Latvija takrat še zanašala, so izgubile bitko pri Auceju, zato je bil prejet ukaz za umik do reke Venta. 
14 dni pozneje, 29. januarja, se je latvijski neodvisni bataljon znova bojeval, tokrat pri Skrundi. Sovjetski vojski je uspelo vzpostaviti mostišče onkraj reke Vente in 22. januarja zavzeti mesto Skrunda. Obrambno linijo na Venti so morali Latvijci ponovno vzpostaviti. Latvijski neodvisni bataljon je po treh urah bojev uspel ponovno zavzeti Skrundo. Po dobljeni bitki so se sovjetski napadi ustavili. 

## Osvoboditev Kurzemeja in državni udar
18. februarja je bil podpisan sporazum med Latvijo in Estonijo, s katerim se je na estonskem ozemlju začelo oblikovanje Severnolatvijske brigade pod poveljstvom Jorģisa Zemitānsa. 
3. marca so nemške in latvijske sile začele protinapad proti Rdečim latvijskim strelcem. 15. marca je bil osvobojen Tukums in 18. marca Jelgava. 
16. aprila je baltsko plemstvo v Liepāji organiziralo državni udar in ustanovilo marionetno vlado,  ki jo je vodil Andrievs Niedra. Začasna narodna vlada se je zatekla na parnik Saratov v pristanišču Liepāja, ki je bilo pod britansko zaščito.
22. maja je Rigo zavzela Železna divizija in začelo se je organizirano preganjanje domnevnih podpornikov boljševikov. Po podatkih  vodje žandarmerije v Rigi je bilo ustreljenih približno 174 ljudi, po podatkih lokalnih socialdemokratov in komunistov pa do 4.000–5.000 ljudi. Istočasno je estonska vojska, vključno s Severnolatvijsko brigado, zvesto Ulmanisovi vladi, začela veliko ofenzivo proti Sovjetom v severni Latviji. Do sredine junija se je sovjetska oblast skrčila na območje okoli Latgale.

## Nemško-estonski konflikt
Po zavzetju Rige so Baltski domobranci in Železna divizija napredovali proti Cēsisu. Njihov cilj je bil zdaj popolnoma jasen - vzpostavitev nemške nadvlade na Baltiku z eliminacijo estonske vojske in latvijskih nacionalnih enot, ne pa tudi poraz boljševikov. Estonski poveljnik, general Johan Laidoner, je vztrajal, da se domobranci umaknejo na črto južno od reke Gauje. Estonski 3. diviziji je tudi ukazal, naj zavzame železniško postajo Gulbene. 
19. junija 1919 so domobranci in Železna divizija začeli napad, da bi zavzeli Cēsis. Prostovoljci so zavzeli mesto Straupe in nadaljevali prodor proti mestu Limbaži, potem pa jih je estonska divizija v protinapadu pregnala iz mesta.  21. junija so Estonci dobili okrepitve in takoj napadli domobrance, ki so se umaknili  z ozemlja severovzhodno od Cēsisa. Železna divizija je napadla iz smeri Straupe proti Stalbeju, da bi zmanjšala pritisk na domobrance. Slednji so se 23. junija zjutraj začeli umikati proti Rigi.
Ko so Latvijci nameravali vkorakati v Rigo, so zavezniki  3. julija ponovno vztrajali, da Baltski domobranci in Železna divizija umaknejo svoje preostale enote iz Latvije. Zahtevali so tudi, da se obnovi zakonita Ulmanisova vlada in da se domobranci podredijo britanskemu častniku Haroldu Alexandru. Ulmanisova vlada se je 8. julija 1919 vrnila v Rigo, domobrance pa so vključili v latvijsko narodno vojsko. 

## Bermondtova ofenziva
Železna divizija kljub ukazu ni zapustila Latvije. Namesto tega je major Bischoff več kot deset enot nemških in ruskih prostovoljcev združil v legijo  in jo nato predal Zahodnoruski prostovoljni vojski pod poveljstvom Pavla Bermondt-Avalova. Železna divizija je zdaj imela več kot 14.000 mož, 64 letal, 56 topniških orodij in 156 mitraljezov. Vanjo je bilo premeščenih tudi šest konjeniških enot in poljska bolnišnica. Skupaj z drugimi nemškimi enotami je imel Bermondt vojsko 30.000 mož, od tega le 6.000 Rusov. 
8. oktobra je Zahodnoruska prostovoljna vojska začela ofenzivo proti Rigi. Na začetku je kazalo, da bo uspešna. Latvijska vlada se je umaknila iz Rige, levi breg reke Dvine v Rigi pa so zavzele Bermondtove sile. 15. oktobra  je Latvijcem uspelo prečkali reko Dvino severno od Rige in zavzeli trdnjavi Bolderāja in Daugavgrīva. 10. in 11. novembra 1919 so latvijske oborožene sile začele enodnevno protiofenzivo in številčno premočnim Latvijcem je uspelo potisniti Bermondtove sile iz Rige. Latvijska vlada se je vrnila v Rigo. Latvijci so zatem v težkih bojih zavzeli tudi Jelgavo in do začetka decembra celotno Zahodnorusko prostovoljno armado potisnili iz Latvije. 

## Osvoboditev Latgalije
Januarja 1920 so združene sile Latvije in Poljske začele napad na boljševike v Latgaliji in zavzele Daugavpils. Sovjetska latvijska vlada je pobegnila v Velikije Luki, kjer je 13. januarja objavila svojo razpustitev. Z Latvijci in latvijskimi partizani so v osvobajanju sodelovale tudi enote estonske in litovske vojske. Pritisk se je nadaljeval, dokler latvijske sile 1. februarja niso zavzele Zilupeja. V naslednjih nekaj dneh je bilo samo še nekaj spopadov, saj so se Latvijci in Sovjetska Rusija 30. januarja v tajnosti dogovorili  za premirje. Mirovna pogajanja so se začela 16. aprila 1920 in končala 11. avgusta 1920  s podpisom Latvijsko-sovjetskega mirovnega sporazuma. Latvijska vojna za neodvisnost se je s tam končala.